# Lennisheuvel
Lennisheuvel is een dorp in de Nederlandse provincie Noord-Brabant dat deel uitmaakt van de gemeente Boxtel. Lennisheuvel telt 1200 inwoners en vormt een kerkdorp van Boxtel. Behalve een rooms-katholieke kerk is er in het dorp een lagere school en een gemeenschapshuis gevestigd. Lennisheuvel is van oorsprong een boerendorp. Lennisheuvel heeft de postcode van Boxtel.

## Bezienswaardigheden
- Sint-Theresiakerk
- Huis Den Engel, Lennisheuvel 93, in oorsprong van 1495 en in gebruik geweest als brouwerij, later herberg en daarna boerderij.
- Natuurpark Boscheind, aangelegd in 2010, met inspiratietuin en Sint-Jozefkapel.

## Natuur en landschap
Lennisheuvel ligt onmiddellijk ten zuidwesten van het bedrijventerrein Ladonk en in het centrum van het natuurgebied "Het Groene Woud", waartoe nabijgelegen natuurgebieden als de Kampina, de Mortelen en Scheeken en Landgoed Velder behoren.
Lennisheuvel ligt op een hoogte van 9 meter, met in het westen het dal van het Smalwater en in het zuiden de Heerenbeekloop, die tot ecologische verbindingszone werd omgevormd.

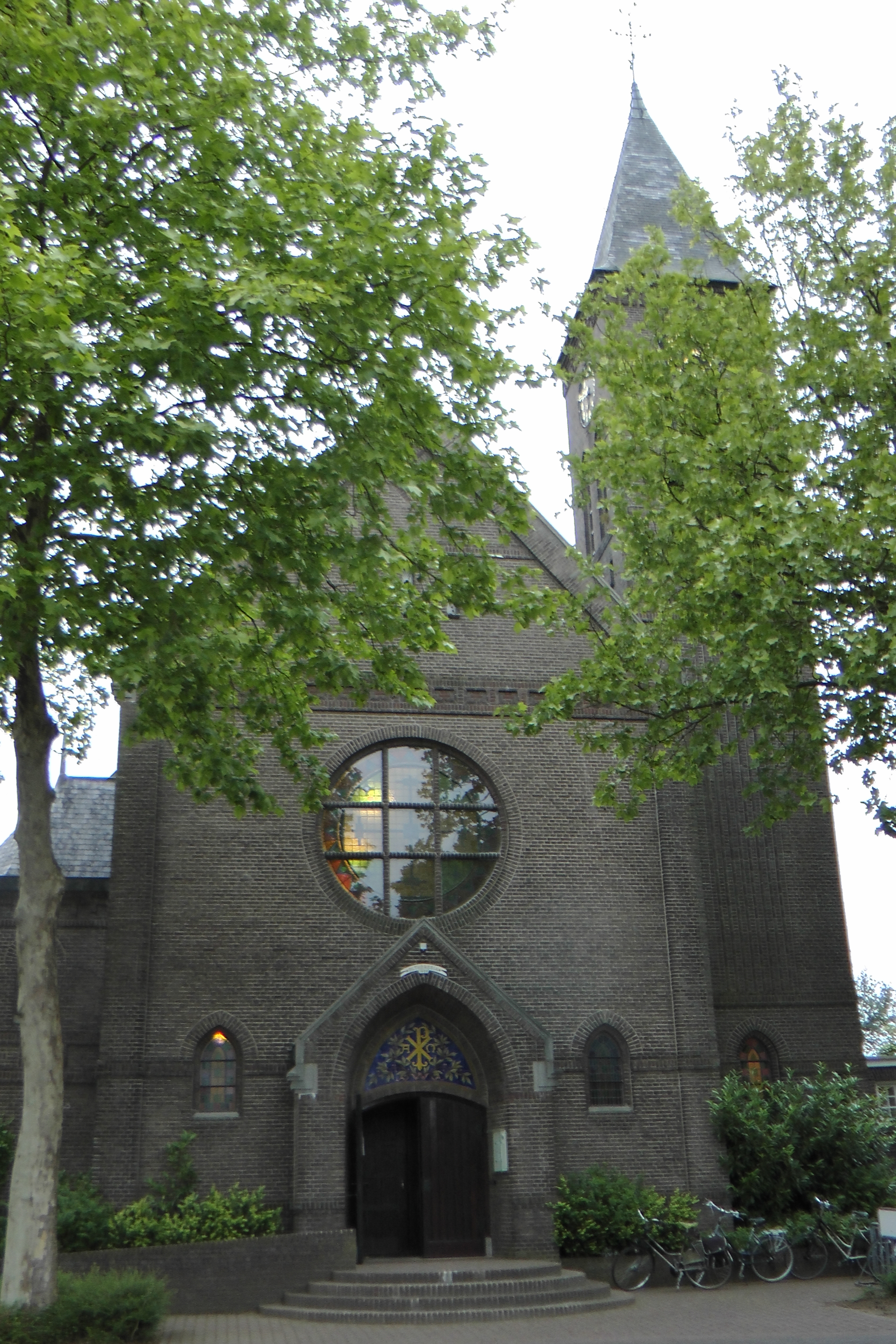
Sint-Theresiakerk
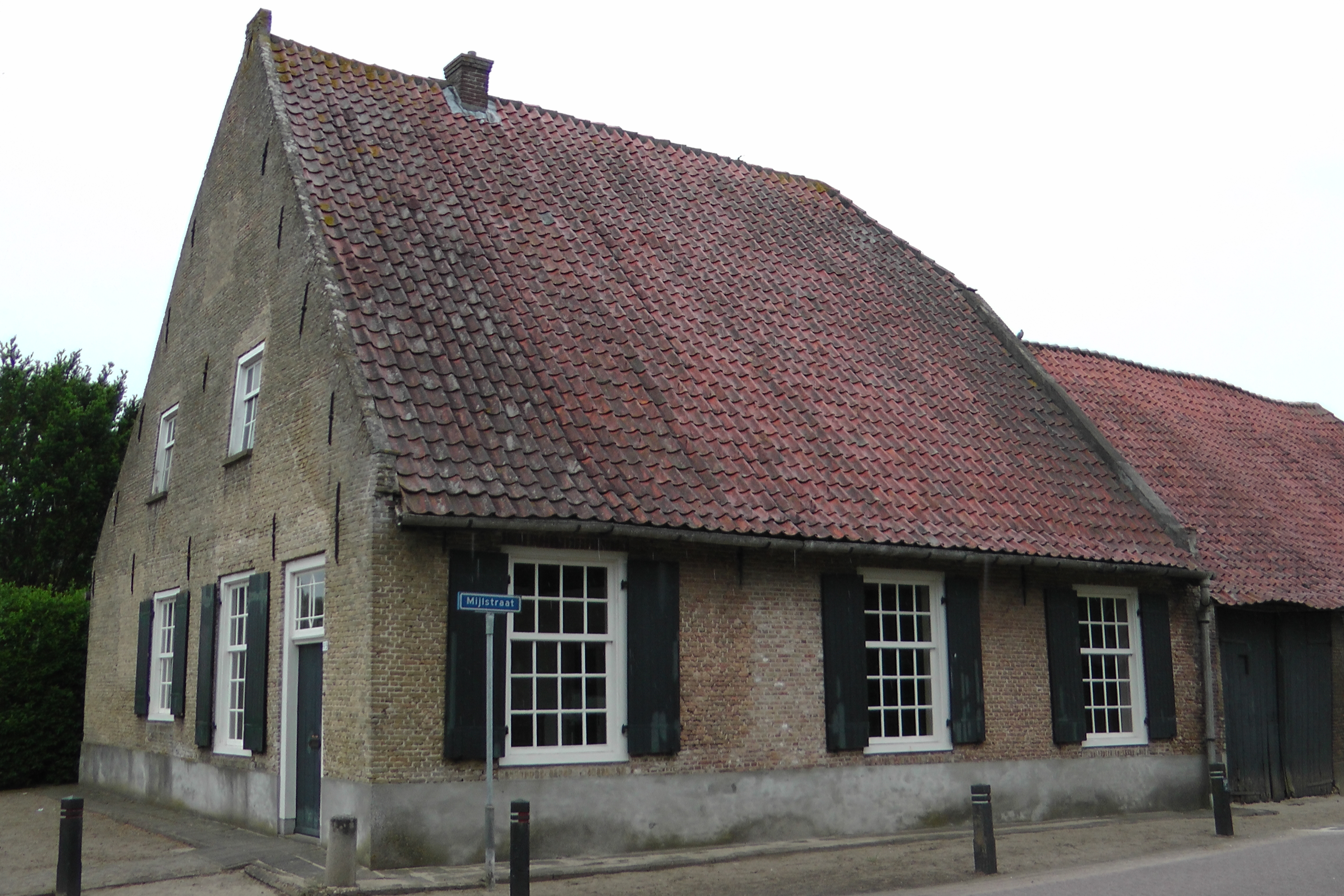
Huis "Den Engel"
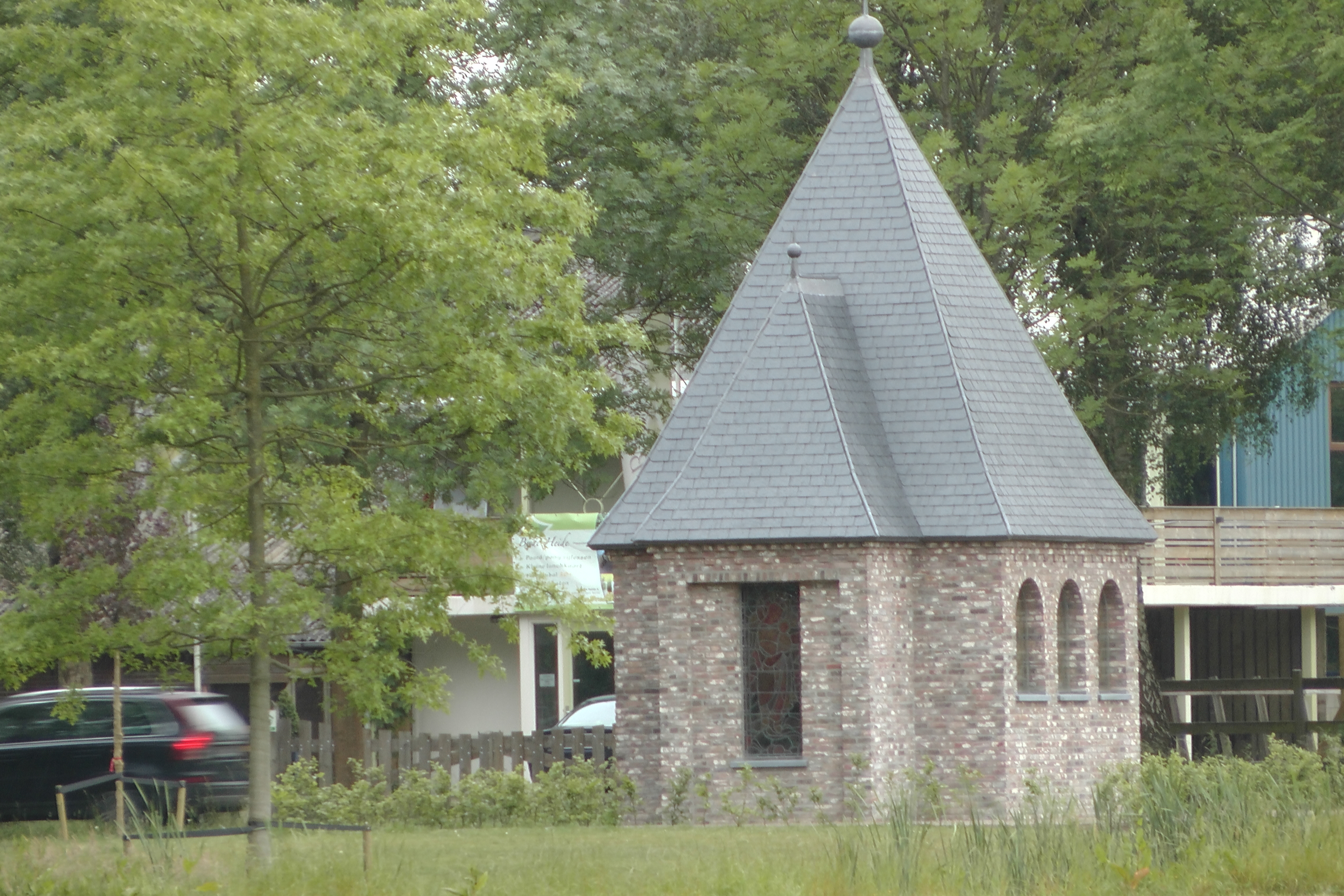
Sint-Jozefkapel
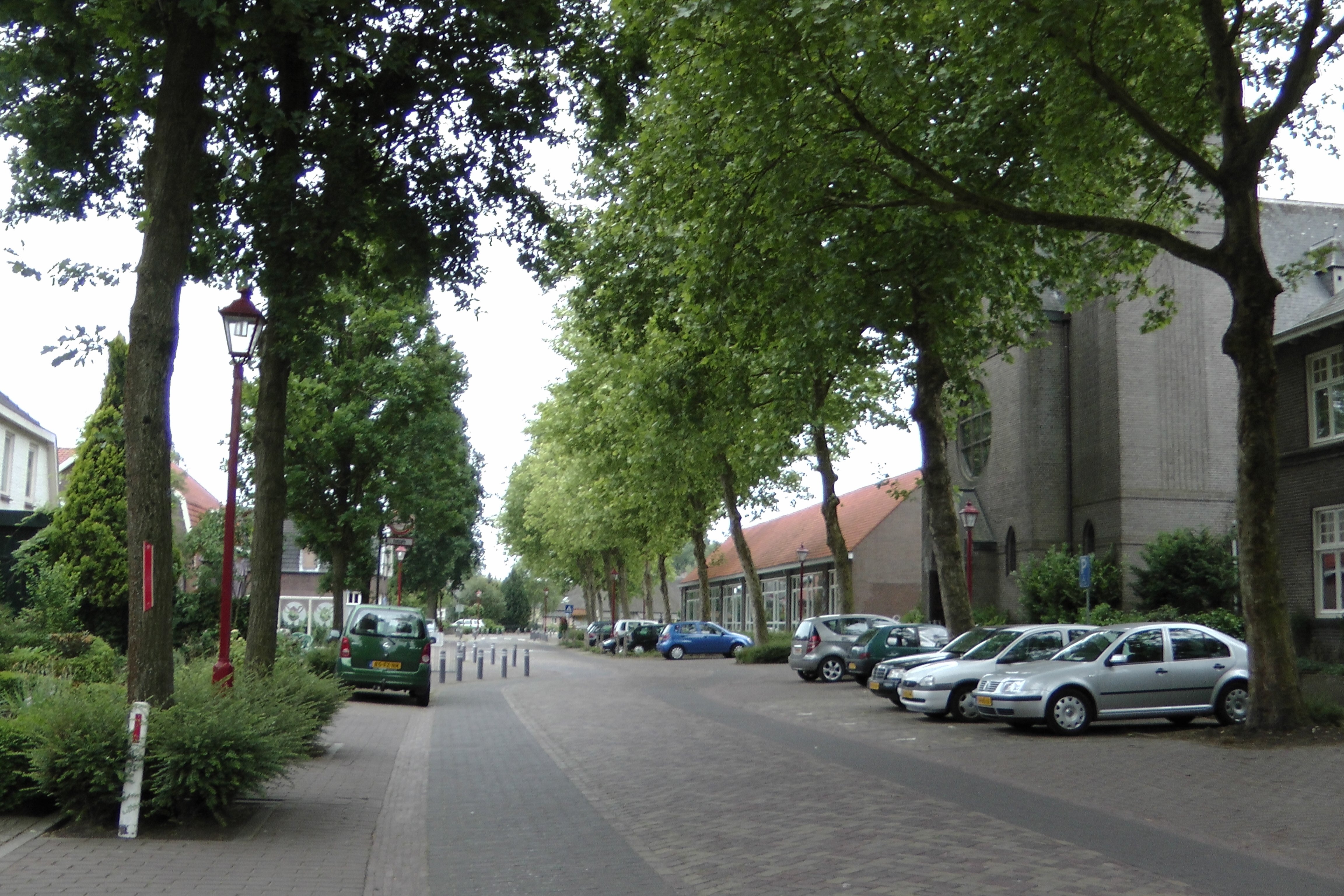
Hoofdstraat met kerk en Sint-Theresiaschool

## Geboren
- Frank van der Struijk (28 maart 1985), voetballer

## Externe links

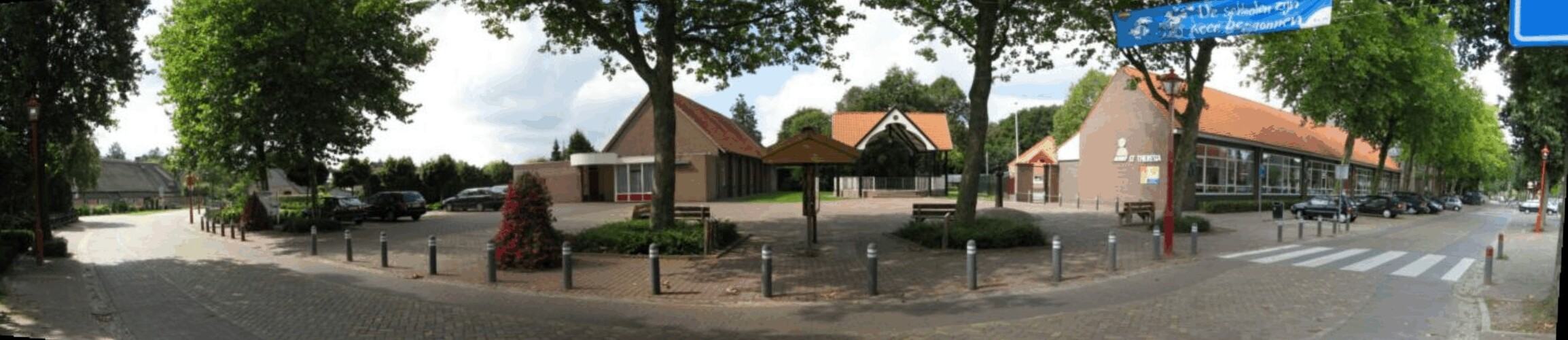
centrum

## Nabijgelegen kernen
Boxtel, Oirschot, Liempde